# Tortured
Pour plus de détails, voir Fiche technique et Distribution.
Tortured est un film américain écrit et réalisé par Nolan Lebovitz, sorti en 2008.  
Tourné à Vancouver, au Canada, ce film est sorti directement en DVD aux États-Unis en septembre 2008.

## Synopsis
Kevin Cole est un agent du FBI qui prend la couverture de Jimmy Vaughn, un membre du crime organisé. Il passe alors pour un truand et reçoit l'ordre de s'occuper quotidiennement d'un captif du nom d'Archie Green. Quand il reçoit l'ordre d'entreprendre volontairement la torture du comptable, Kevin commence à se poser des questions sur son rôle et jusqu'où il va devoir aller dans la torture qui, au fil des jours, devient de plus en plus intolérable tant pour Green que pour Kevin. 
Kevin doit faire souffrir son prisonnier et se demande s'il lui sera aussi demandé de le tuer juste pour arriver à pincer le véritable responsable de cette machination ! Il pense plusieurs fois arrêter et sortir de son rôle d'autant que son père Jack (James Cromwell) est aussi impliqué dans cette ancienne affaire du FBI.

## Fiche technique
- Musique : Nathan Barr
- Montage : Robert K. Lambert
- Production : Mary L. Aloe, Adam M. Lebovitz et Kirk Shaw
- Société de production : Five Star Pictures
- Société de distribution : Sony Pictures

## Distribution
- Cole Hauser (VF : Adrien Antoine) : Kevin Cole/Jimmy Vaughn
- Laurence Fishburne (VF : Paul Borne) : Archie Green
- James Cromwell : Jack Cole
- Emmanuelle Chriqui (VF : Céline Mauge) : Becky
- Kevin Pollak : Dr Shaw
- Jon Cryer (VF : William Coryn) : Brian
- James Denton (VF : Arnaud Arbessier) : Murphy
- Robert LaSardo (VF : José Luccioni) : Mo
- Patrick Sabongui (en) (VF : Laurent Morteau) : le manager du Coffee Shop

 Source et légende : version française (VF) sur RS Doublage